# دير مار إلياس شويا البطريركي
دير مار الياس شويا  هو دير للكنيسة الأرثوذكسية اليونانية في أنطاكية،  تطفو فوق جرف من الحجر الرملي في منطقة المتن، على بعد واحد وثلاثين كيلومتراً من بيروت.
يقع على ارتفاع 1150 مترًا من سطح البحر، ويطل على مدن منتجع بكفيا وخنشارا وشوير، وسلسلة من القرى الجبلية الصغيرة مثل زيجرين، وشوية، وعين تفاحة، وضريح، وتغطى المنطقة بأكملها بغابات الصنوبر الخصبة.

## التاريخ
توفر المحفوظات والنقوش المعماري معلومات سطحية وأحيانًا متناقضة حول أصل الدير، وتعتبر أقدم وثيقة موجودة في الدير هي صك شراء أرض مؤرخ في عام 1004 في التقويم الهجري الموافق 1595-1596، وقد صرح إدموند بلايبيل أن «دير القديس إلياس شوية الأرثوذكسي اليوناني» بُني عام 1612 على قطعة أرض تعود للكاهن بطرس كلينك، الذي منح أيضًا أراضي الدير الجديدة في منطقتي أبو ميزان وزيغرين.
وهناك أدلة معمارية على تاريخ تأسيس أقدم في الطابق السفلي الرهباني، الذي يضم ست خلايا مرتبطة بمدخل صغير وغرفتين أكبر حجماً، ربما كانتا بمثابة كنيسة مزدوجة، حيث تم نحت الغرف من الهاوية وتم الانتهاء منها على الجانب المفتوح بسقف مقبب بالبراميل وجدار سميك، وهو شكل معروف منذ أوائل القرن المسيحي (القرنين الخامس والسادس) والفترة الصليبية (القرن الثاني عشر) في كلتا الحالتين، وقد تم تجديده خلال الفترة العثمانية بعد فترة طويلة من الهجر.

## هندسة معمارية
تم بناء الدير بأكمله من حجر الأوركسترا الأصفر من جانب المنحدر وتكشف هندسته المعمارية عن أربعة أنماط مختلفة.

### مباني القرن التاسع عشر
تم بناء بعض هذه من قبل البطريرك Methodios (1841-1842)؛ وفي وقت لاحق من القرن تم بناء مدرسة في الطابق السفلي القديم، وتم عمل البناء بدقة وتشطيبه على مستوى عالٍ من الدقة، وهناك قاعتان كبيرتان أولهما مقببة بالبرميل والأخرى مقببة مضلعة، ويوجد العديد من الفصول الدراسية الصغيرة على طول الممر. ولا يحتوي على فناء مركزي ربما بسبب برودة الطقس في فصل الشتاء، ومع ذلك يمكن للطلاب استخدام الفناءين في الطابق العلوي والوصول إليهما عبر الدرج المقبب المؤدي من الطابق السفلي. كان الدرج الداخلي يعمل كما هو الحال في البيوت الجبلية اللبنانية التقليدية: استخدمه السكان في الطابق العلوي لجلب الطعام والوقود من القبو دون الخروج.

### مبنى الرهبان الروس
في عام 1910 منح الدير للرهبان الروس على الرغم من أنهم مكثوا فترة قصيرة إلا أنهم شيدوا مبنى من أربعة طوابق على يمين مدخل الدير، حيث يحتوي كل طابق علوي على ثلاث غرف وتم تقسيم الطابق الأرضي إلى اسطبلات وأقبية وتستخدم الآن لتخزين الحطب.
يتكون السقف من عوارض خشبية متوازية وألواح متقاطعة. ولبرودة المنطقة شتائاً بنى الرهبان الروس مداخن مطعمة بالحائط مستمدة من مواقد صغيرة تعمل بالحطب في كل غرفة. وأنشأوا نظاماً للري ذز تحكم آلي بحيث يتم تنظيم تدفق المياه إلى الحدائق والبساتين بواسطة شبكة من الحبال تشغلها خطوط من الدير.